# ماوریک کارتر
ماوریک کارتر (انگلیسی: Maverick Carter) سرمایه‌دار، تهیه‌کننده تلویزیونی و چهرهٔ رسانه‌ای اهل ایالات متحده آمریکا است.
از فیلم‌هایی که وی در آن‌ها نقش داشته است، می‌توان به  هرج‌ومرج فضایی: میراث جدید و زرنگ‌بازی اشاره نمود.